# Asha Hagi Elmi
Pour les articles homonymes, voir Elmi.
Asha Haji Elmi, née en 1962 en Somalie, est une militante de la paix. Elle est récipiendaire du prix Nobel alternatif en 2008.

## Biographie
Bien que cela ne soit pas courant à l'époque de son enfance, Asha Haji Elmi fréquente l'école coranique.
Asha Haji Elmi est titulaire d'un diplôme en économie de l'Université nationale de Somalie, et une maîtrise en administration des affaires et développement organisationnel de l'United States International University Afrique à Nairobi.
Elle épouse Said Farah Garad.
Lorsque les femmes ont été exclues du processus de paix en Somalie (qui comportait cinq clans traditionnels), Asha Haji Elmi forme le Sixième Clan, un mouvement pour gagner une place à la table des négociations. Elle est sélectionnée au Parlement fédéral de transition (PTF) de la République de la Somalie le 29 août 2004 (jusqu'en 2009). Elle est aussi la fondatrice de Save Somali Women and Children (SSWC), créé en 1992, pendant la guerre civile somalienne.
Asha Haji Elmi est reconnue internationalement pour son militantisme contre les mutilations génitales féminines (MGF) en Somalie et dans d'autres régions de l'Afrique. Elle se rend fréquemment sur les campus des collèges et universités à travers le monde pour donner des discours sur la situation politique en Somalie, les MGF et les effets sur les femmes somaliennes.

## Reconnaissance
Asha Haji Elmi est récipiendaire du prix Nobel alternatif en 2008, « pour la participation des femmes au processus de paix et de réconciliation dans son pays ravagé par la guerre. ».
En septembre 2009, elle est l'une des cinq lauréates du Prix Clinton.

## Œuvres
- Asha Haji Elmi, La lionne de Somalie, Florent Massot, 2008 (ISBN 978-2-916546-12-4)

### Autres sources

#### Sites étrangers
- (fr) « Somalian Human Rights Activist Soffa Lecturer », in :, sur internationalstudies.wordpress.com, 2006 (consulté le 26 février 2010)